# L'Infirmerie après les cours
L'infirmerie après les cours (放課後保健室, Hôkago Hokenshitsu) est une série de manga shōjo. L'auteur est Setona Mizushiro (auteur du manga X Day et S). Ce manga est composé de dix tomes et est édité en France par Asuka.

## Résumé
Mashiro Ichijo, mi-garçon, mi-fille rêve de devenir un lycéen normal. Quand ses premières règles arrivent, Mashiro ne peut plus nier qu'elle est une fille malgré son corps qui ressemble à celui d'un garçon, sauf la moitié inférieure de son corps. Une infirmière l'aborde et lui demande de prendre part à un cours « du soir » à l'infirmerie. Le suivre lui permettra de réaliser son souhait. Cette infirmerie semble bien être une porte qui ouvre sur un autre univers...  celui du rêve !  Lors de cette première séance, elle est mise à nu, confrontée à la réalité, la sienne et celle d'autres élèves qui cachent également des secrets.

## Personnages principaux
- Mashiro Ichijo : Héros/Héroïne de ce manga. La partie supérieure de son corps est celle d'un homme tandis que la partie inférieure est celle d'une femme. Au début de l'histoire, il vit en tant que garçon. Possède une magnifique apparence androgyne.
- Kureha Fujishima : Une belle jeune fille participant également aux cours à l'infirmerie. Elle a très peur des hommes à la suite d'un « incident » lorsqu'elle était petite fille. Elle sort avec Mashiro.
- So Mizuhashi : Un séduisant lycéen amoureux de Mashiro, essaie de l'avoir par la force et de lui faire comprendre qu'elle est une fille.

## Personnages secondaires
- Shinbashi : Il est amoureux de Kureha mais il se contente de la regarder de loin car elle ne veut pas qu'il l'approche à cause de sa peur des hommes. Il est l'ami et le confident de Mashiro qui lui confie ses problèmes avec Kuréha.
- Ai : C'est la sœur de So. Leurs parents ont divorcé et ils ont toujours été séparés. Elle va dans l'école juste à côté de celle de So.